# Pollimyrus stappersii
Pollimyrus stappersii är en fiskart som först beskrevs av Boulenger, 1915.  Pollimyrus stappersii ingår i släktet Pollimyrus och familjen Mormyridae.

## Underarter
Arten delas in i följande underarter:
- P. s. stappersii
- P. s. kapangae